# Gottfried IV. (Arnsberg)

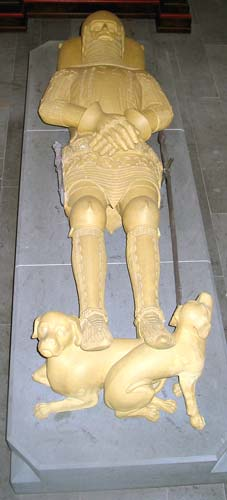
Grabmal von Graf Gottfried IV. (Kopie) in der St.-Johannes-Kirche Arnsberg-Neheim

Gottfried IV., Graf von Cuyk-Arnsberg (* um 1295; † 21. Februar 1371) war der letzte Graf der Grafschaft Arnsberg. Er regierte von 1338 bis 1368. Wie zu Zeiten seiner Vorgänger wurde der Bestand der Grafschaft durch die Konkurrenz mit den Kölner Erzbischöfen und den Grafen der Mark bedroht. Da seine Ehe kinderlos blieb, verkaufte er die Grafschaft schließlich an das Erzstift Köln.

## Herkunft und Familie
Gottfried war der älteste Sohn des Grafen Wilhelm von Arnsberg und Beatrix von Cuyk-Rietberg. Er selbst heiratete Anna von Kleve, eine Tochter von Dietrich VII. Die Ehe blieb kinderlos.

## Leben und Wirken
Obwohl Graf Gottfried der letzte Graf der Grafschaft Arnsberg war, spielte er  nach außen eine weit aktivere Rolle als die meisten seiner Vorgänger. Noch zu Lebzeiten seines Vaters Graf Wilhelm verfiel Gottfried dem päpstlichen Bann, weil er den Bischof von Münster, Ludwig II. von Hessen, wegen dessen Übergriffen auf die Grafschaft hatte gefangen nehmen lassen. Kurz nach dem Beginn seiner Regentschaft wurde er von diesem Bann gelöst. In den ersten Jahren seiner Regentschaft war das Verhältnis zum Kölner Erzbischof Heinrich II. von Virneburg relativ entspannt. Dieser gab dem Grafen sogar das Recht, die Stadt Hirschberg zu befestigen. Dieses Einvernehmen endete, als Gottfried zusammen mit Graf Adolf II. von der Mark die kölnische Stadt Menden belagerte und einnahm. Dieser Konflikt endete in einem Vergleich.
In den Folgejahren verschoben sich die Kräfteverhältnisse in Westfalen drastisch zu Lasten der Arnsberger Grafschaft. Nach dem Amtsantritt Wilhelms von Gennep als neuer Kölner Erzbischof kam es zu einem Bündnis des Erzstuhls mit Engelbert III. von der Mark. Konnten die Arnsberger Grafen in der Vergangenheit zwischen den beiden mächtigen Nachbarn lavieren, stand Gottfried der vereinten Übermacht nunmehr isoliert gegenüber. Infolge einer Fehde (1352) mit der Grafschaft Mark konnte der Erzbischof Gottfried zwingen, unter anderem auf die Ausübung der geistlichen Gerichtsbarkeit zu verzichten. Außerdem musste er alle Ansprüche auf die Herrschaft Ardey sowie Gerichtsrechte in Schmallenberg, Körbecke und anderen Orten aufgeben. Dem Grafen von der Mark musste Gottfried Fredeburg abtreten.
Im Jahr 1357 kam es erneut zu Übergriffen Kölns auf die Grafschaft Arnsberg. Im Verlauf des sogenannten „Arnsberger Krieges“ wurde von Graf Gottfried vermutlich die Stadt Winterberg zerstört. Diese Auseinandersetzung endete ohne einen Sieg einer der beiden Seiten. Es kam zeitweise sogar zu einer Annäherung und zur Ernennung von Graf Gottfried zum Marschall von Westfalen durch den Erzbischof.
Bedrohlich wurde die Lage, als der Erzstuhl an Adolf von der Mark (1363) fiel, dem nach kurzer Regentschaft aus demselben Hause Engelbert III. folgte. Nunmehr drohte ein koordiniertes Vorgehen der beiden mächtigen Nachbarn gegen die Grafschaft. Tatsächlich kam es 1366 zu militärischen Auseinandersetzungen zwischen Mark und Arnsberg. In deren Verlauf kam es zur Belagerung, Eroberung und Einäscherung der Stadt Arnsberg.
Der Bestand der Grafschaft war aber auch durch die Kinderlosigkeit des Regenten bedroht. Als keine Hoffnung auf einen leiblichen Nachkommen mehr bestand, wurde die Übertragung der Herrschaft nötig. Zunächst dachte Gottfried an einen Neffen aus dem Hause Oldenburg. Als dieser und ein weiterer möglicher Nachfolger aber starb, war die Situation wieder offen. Das Haus der Grafen von der Mark kam aus naheliegenden Gründen nicht in Frage. Auch ein Übergang an Köln war angesichts der zurückliegenden Konflikte auf den ersten Blick kaum vorstellbar. Gleichwohl kam es zum Verkauf der Grafschaft an den Erzstuhl. Dazu trug unter anderem bei, dass der Bischof Engelberg nicht mehr die volle Verfügungsgewalt über das Bistum hatte, sondern durch die Ernennung von Kuno von Falkenstein zum Koadjutor faktisch entmachtet worden war. Im Übrigen profitierte nach dem Tod des Bischofs 1367 auch nicht das Haus Mark von diesem Schritt, sondern mit Friedrich III. von Saarwerden ein weitgehend Fremder.

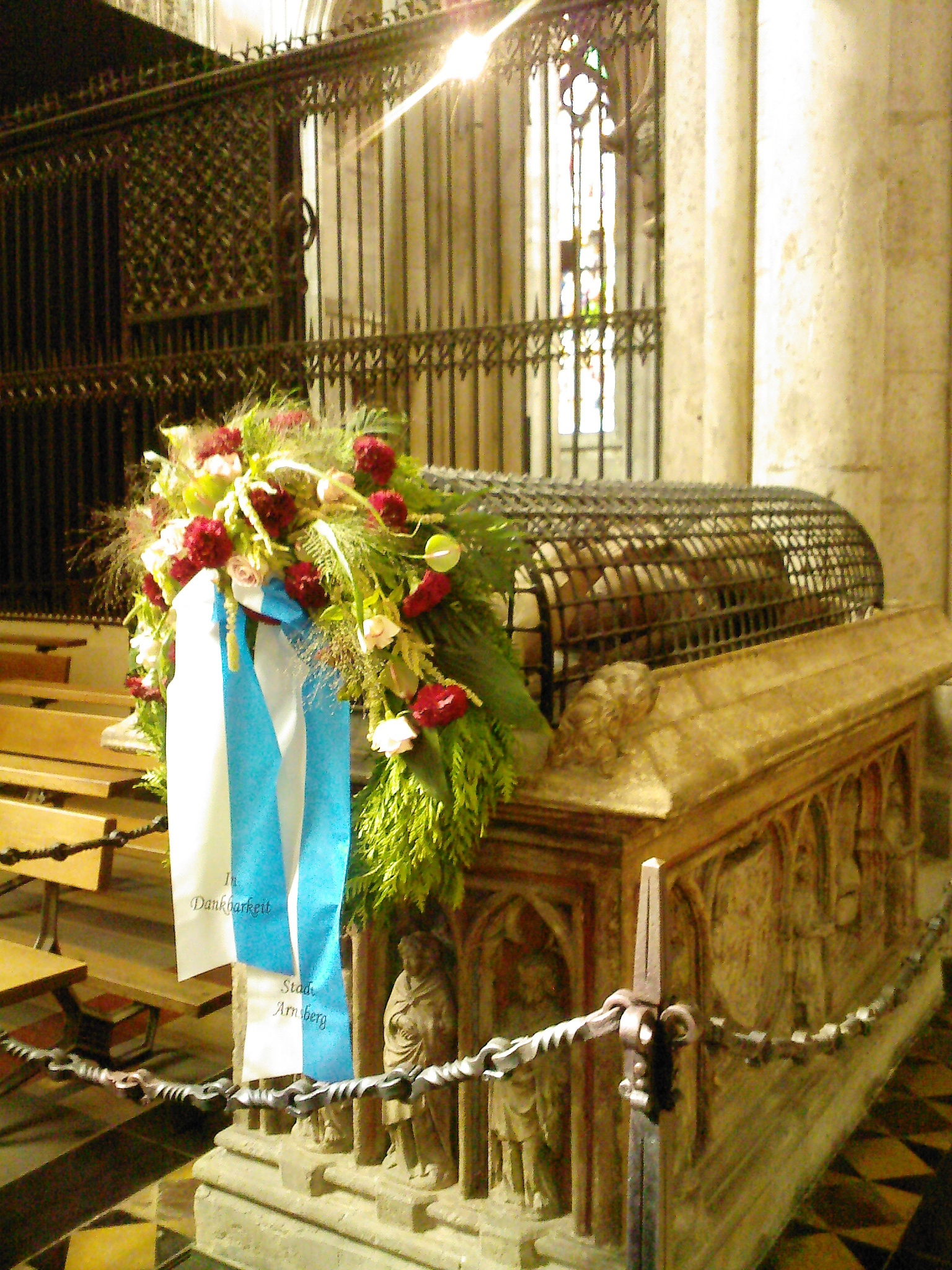
Grab von Gottfried IV. im Kölner Dom mit Kranz der Stadt Arnsberg anlässlich des Grafenbegängnisses 2009

Im Inneren der Grafschaft hat Graf Gottfried den inneren Ausbau des Territoriums fortgesetzt. Im Jahr 1348 erhielt die Stadt Arnsberg die Schutz- und Schirmherrschaft über die Arnsberger Mark. Die Stadt Neheim erhielt 1358 Lippisches Recht und 1360 die Erlaubnis einen Jahrmarkt abzuhalten. Das Dorf Hüsten wurde 1360 und Freienohl 1364 zu Freiheiten erhoben. Das Kloster Wedinghausen bekam 1363 die kirchlichen Rechte über die Pfarrei Hüsten.

## Letzte Jahre
Am 25. August 1368 verkaufte Gottfried die Grafschaft Arnsberg für 130.000 Gulden an den Erzbischof von Köln. Für Köln bedeutete der Erwerb der Grafschaft, dass ihr Herzogtum Westfalen, das zuvor um die Grafschaft herumgewachsen war, nun eine Mitte bekommen hatte.
Graf Gottfried und seine Gemahlin verließen ihr Herrschaftsgebiet und ließen sich im Rheinland nieder. Gottfried verstarb knapp drei Jahre später am 21. Februar 1371 im Alter von 75 Jahren und wurde als einziger weltlicher Fürst in einem Hochgrab im Kölner Dom beigesetzt. Seine Frau kehrte nach seinem Tod in das Gebiet der Grafschaft zurück und nahm ihren Witwensitz auf der Burg Wildshausen.

## Gedenken
Im Jahr 1364 schenkte der Graf der Stadt Arnsberg eine Fruchternte unter der Bedingung, dass die Kommune seiner selbst und seiner Gemahlin zweimal jährlich mit Seelenmessen und Fürbitten zu gedenken habe. Wenn auch mit zeitlichen Unterbrechungen wird diese Tradition des sogenannten Arnsberger „Grafenbegängnis“ auch heute noch alljährlich vollzogen. Der Stadt Neheim schenkte der Graf 1368 über 900 Morgen Land. Dessen wird auch heute noch durch ein festliches Dankmahl („Donatorenfeier“) und das Austeilen süßer Brötchen („Stütchen“) an die Kinder der Stadt gedacht. Daneben veranstalten auch die Neheimer Bürger ein Grafenbegängnis. Dazu reist eine Abordnung von Vereinen, Schulkindern und Repräsentanten der Stadt nach Köln und legt einen Kranz am Grab Gottfrieds nieder.
Bis zu seiner Fusion mit dem Franz-Stock-Gymnasium im Jahr 2002 trug zudem eines der städtischen Gymnasien in Arnsberg den Namen Graf-Gottfried-Gymnasium. Seit 2012 heißt die frühere Karl-Wagenfeld-Schule in Arnsberg Graf-Gottfried-Schule.